# School 2017

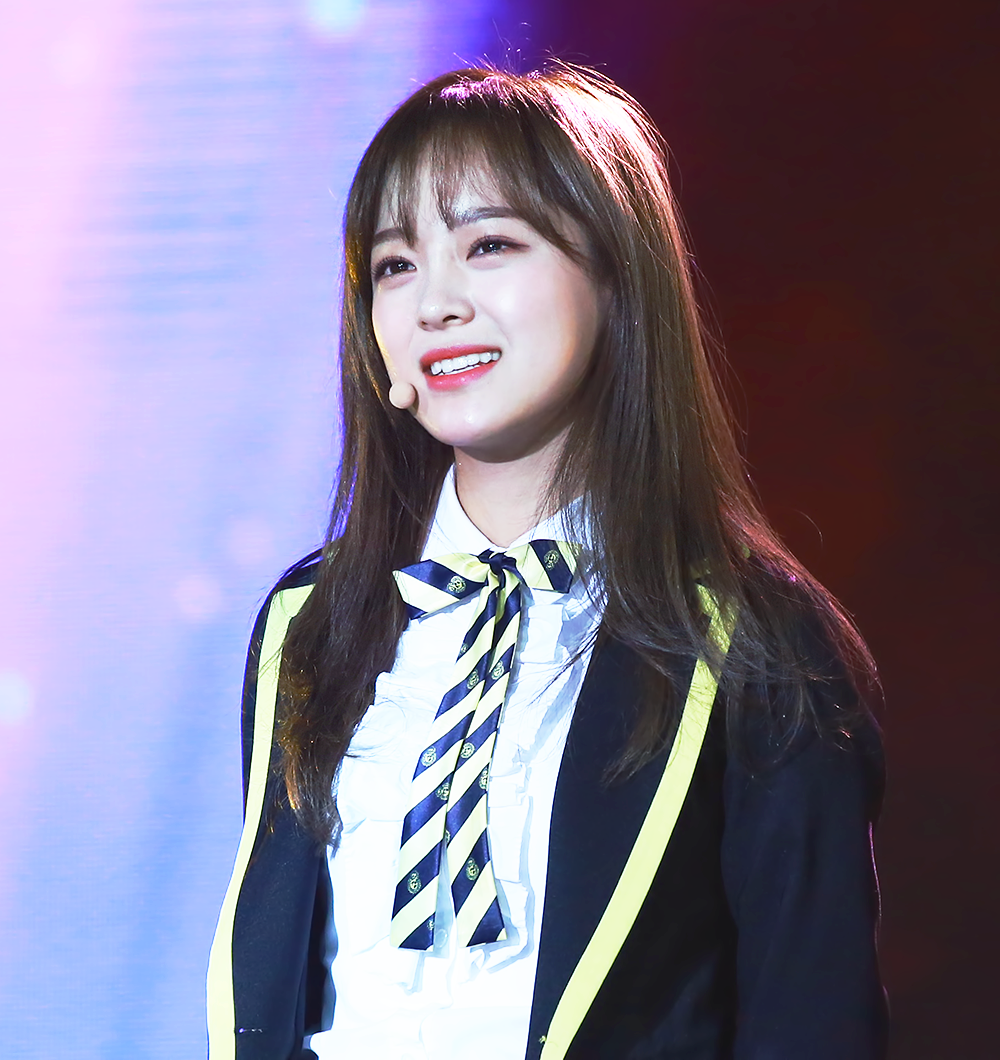
L'actrice Kim Se-jeong incarnant Ra Eun-ho dans la série en 2017.

School 2017 (Hangeul: 학교 2017; Hanja: 學校 2017; RR: 'Hakgyo 2017') est une série télévisée sud-coréenne. Elle a été diffusée entre le 17 juillet 2017 et le 5 septembre 2017 sur la chaîne de télévision KBS2.

## Synopsis
C'est une histoire de passage à l'âge adulte sur la vie de lycéens de 18 ans qui sont valorisés en fonction de leur classement à l'école. Malgré leurs frustrations, ils découvrent comment faire leur propre chemin dans ce monde qui semble être un cycle stagnant d'école et de maison.

## Distribution

### Acteurs principaux
- Kim Se-jeong : Ra Eun-ho
- Kim Jung-hyun : Hyun Tae-woon
- Jang Dong-yoon : Song Dae-hwi
- Han Joo-wan : Shim Kang-myung
- Han Sun-hwa : Han Soo-ji

### Acteurs récurrents
La famille de Eun-ho
- Sung Ji-ru : Ra Sun-bong, le père de Eun-ho
- Kim Hee-jung : Kim Sa-bun, la mère de  Eun-ho
- Jang Se-hyun : Ra Tae-shik, le frère de Eun-ho

Élèves
- Seol In-ah : Hong Nam-joo
- Park Se-wan : Oh Sa-rang
- Seo Ji-hoon : Yoon Kyung-woo
- Rowoon : Kang Hyun-il
- Kim Hee-chan : Kim Hee-chan
- Hong Kyung : Won Byung-goo
- Han Bo-bae : Seo Bo-ra
- Ji Hye-ran (Z.Hera) : Yoo Bit-na
- Ha Seung-ri : Hwang Young-gun
- Kim Min-ha : Yeo Sung-eun
- Song Yoo-jung : Choi Hyun-jung
- Lee Joon-woo : Go Hak-jung
- Ahn Sung-kyun : Ahn Jung-il
- Choi Sung-min : Han Duk-soo

Professeurs
- Lee Jae-yong : Koo Young-goo
- Min Sung-wook : Jung Joon-soo
- Jo Mi-ryung : Jang So-ran

Personnel de l'école
- Lee Jong-won : Hyun Kang-woo
- Kim Eung-soo : Yang Do-jin
- Park Chul-min : Park Myung-deok